# Louis Mottiat
Louis Mottiat, nacido el 6 de julio de 1889 en Bouffioulx (Châtelet, Bélgica) y fallecido el 5 de junio de 1972 fue un ciclista belga.

## Biografía
Fue profesional de 1912 a 1925, Louis Mottiat fue un rodador muy completo. Debutó en 1912 donde ganó una etapa del Tour de Francia en los Pirineos (Bayonne - Luchon). Al año siguiente, es batido al sprint varias veces consiguiendo sin embargo varios puestos de honor como una segunda posición en la Milán-San Remo, cuarto en la París-Roubaix y quinto en la París-Tours. Ganó la Burdeos-París, la carrera más importante de la época, con ocho minutos de ventaja. 
Ganó en 1914 la clásica París-Bruselas con el equipo "Alcyon". En esta edición de la París-Bruselas únicamente llegan a la meta diez ciclistas debido a la intensa lluvia caída durante la carrera. Ese mismo año, se impone en cuatro etapas de la Vuelta a Bélgica ganando también la general final. La Primera Guerra Mundial le obligó a hacer un paréntesis en su carrera aunque a partir de 1920 volvió a ganar carreras de importancia. Se adjudicó con 31 años la Vuelta a Bélgica. En 1921, ganó la Lieja-Bastogne-Lieja y la París-Brest-París. 
En 1922 revalidó su victoria en la Lieja-Bastogne-Lieja. Su palmarés de clásicas se incrementó en 1924 al ganar la París-Tours. Ganó en toda su carrera ocho etapas del Tour de Francia, la mayor parte después de la Primera Guerra Mundial.

## Palmarés
| 1912 - 1 etapa del Tour de Francia 1913 - Burdeos-París 1914 - París-Bruselas - Vuelta a Bélgica, más 4 etapas - 3º en el Campeonato de Bélgica en Ruta 1919 - 3º en el Campeonato de Bélgica en Ruta 1920 - Vuelta a Bélgica, más 2 etapas - 1 etapa del Tour de Francia - 2.º en el Campeonato de Bélgica en Ruta | 1921 - Lieja-Bastoña-Lieja - París-Brest-París - 4 etapas del Tour de Francia - 3º en el Campeonato de Bélgica en Ruta 1922 - Lieja-Bastoña-Lieja 1924 - París-Tours - 1 etapa del Tour de Francia 1925 - 1 etapa del Tour de Francia |

## Resultados en las grandes vueltas
| Carrera | Carrera         | 1912 | 1913 | 1914 | 1915 | 1916 | 1917 | 1918 | 1919 | 1920 | 1921 | 1922 | 1923 | 1924 | 1925 | 1926 |
| ------- | --------------- | ---- | ---- | ---- | ---- | ---- | ---- | ---- | ---- | ---- | ---- | ---- | ---- | ---- | ---- | ---- |
|         | Giro de Italia  | —    | —    | —    | X    | X    | X    | X    | —    | —    | —    | —    | —    | —    | —    | —    |
|         | Tour de Francia | Ab.  | Ab.  | Ab.  | X    | X    | X    | X    | Ab.  | Ab.  | 11.º | —    | 28.º | 18.º | 31.º | —    |
|         | Vuelta a España | X    | X    | X    | X    | X    | X    | X    | X    | X    | X    | X    | X    | X    | X    | X    |